# 20/20 (album de George Benson)
Pour les articles homonymes, voir 20/20.
Albums de George Benson
I Got a Woman and Some Blues
(1984) While the City Sleeps...
(1986)
Singles
1. 20/20
Sortie : novembre 1984
2. I Just Wanna Hang Around You
Sortie : février 1985
3. Beyond the Sea (La Mer)
Sortie : mars 1985
4. Nothing's Gonna Change My Love for You
Sortie : 12 avril 1985
5. New Day
Sortie : mai 1985
6. No One Emotion
Sortie : octobre 1985

20/20 est le vingt-deuxième album studio de George Benson, sorti le 7 janvier 1985 chez Warner Bros. Records. 

## Contenu
You Are the Love of My Life est un duo avec Roberta Flack ; c'est l'une des nombreuses chansons utilisées pour Eden Capwell et Cruz Castillo dans le feuilleton américain Santa Barbara. La version originelle de la chanson Nothing's Gonna Change My Love for You, qui deviendra plus tard un grand succès pour le chanteur hawaïen Glenn Medeiros, figure également sur 20/20. Sur l'album figure également une reprise de Beyond the Sea, l'adaptation en anglais de La Mer de Charles Trenet.

## Enregistrement
L'album est enregistré au cours de l'année 1984 à New York aux studios Atlantic, A&R, Automated Sound, Rosebud Recording, The Hit Factory, Avatar, Sigma Sound et The Review Room, à Hollywood aux studios Amigo, A&M, Devonshire, Village Recorders et Bill Schnee et dans le New Jersey aux studios Grand Slam et House of Music. Il est produit par Russ Titelman, Michael Masser, Daniel Sembello, Michael Sembello.

## Accueil commercial
Aux États-Unis, l'album atteint notamment la 45e place du Billboard 200 et il est certifié disque d'or par la Recording Industry Association of America. Au Royaume-Uni, l'album est également certifié disque d'or par la British Phonographic Industry.
Le premier single du même nom, 20/20, a atteint la 48e place du Billboard Hot 100. Le deuxième single I Just Wanna Hang Around You atteint la 24e place du classement R&B et la 7e place du classement Adult Contemporary aux États-Unis. Quatre autres chansons sont également sorties en single, Beyond the Sea (La Mer), Nothing's Gonna Change My Love for You, New Day et No One Emotion.

## Liste des titres
| No  | Titre                                  | Auteur                                                              | Producteur                  | Durée |
| --- | -------------------------------------- | ------------------------------------------------------------------- | --------------------------- | ----- |
| 1.  | No One Emotion                         | - Clif Magness - Mark Mueller - Tom Keane                           | Russ Titelman               | 3:55  |
| 2.  | Please Don't Walk Away                 | - James Newton Howard - Steve Lukather                              | Titelman                    | 3:51  |
| 3.  | I Just Wanna Hang Around You           | - Cruz Sembello - Daniel Sembello - Jon Sembello - Michael Sembello | Titelman                    | 4:41  |
| 4.  | Nothing's Gonna Change My Love for You | - Michael Masser - Gerry Goffin                                     | - Masser - Goffin           | 4:04  |
| 5.  | Beyond the Sea (La Mer)                | - Charles Trenet - Jack Lawrence                                    | Titelman                    | 4:10  |
| 6.  | 20/20                                  | - Randy Goodrum - Steve Kipner                                      | Titelman                    | 4:07  |
| 7.  | New Day                                | - Cecil Womack - Linda Womack                                       | Titelman                    | 4:27  |
| 8.  | Hold Me                                | - Michael Sembello - Daniel Sembello                                | - M. Sembello - D. Sembello | 4:02  |
| 9.  | Stand Up                               | Neil Larsen                                                         | Titelman                    | 5:07  |
| 10. | You Are the Love of My Life            | - Linda Creed - Michael Masser                                      | Masser                      | 2:50  |

## Personnel

### Production
- Producteur exécutif – Russ Titelman
- Ingénieurs du son – Jim Boyer, Lee Herschberg, Gary Ladinsky, Michael Mancini, Elliot Scheiner, Russell Schmitt et Thom Wilson.
- Masterisé par Ted Jensen au studio Sterling Sound (New York, NY).
- Direction artistique – Simon Levy
- Conception – Kav DeLuxe
- Photographie – Richard Bomersheim
- Stylisme – Bill Whitten

## Classements et certifications
| Classement (1985)                    | Meilleure position |
| ------------------------------------ | ------------------ |
| Allemagne de l'Ouest (Media Control) | 40                 |
| Autriche (Ö3 Austria Top 40)         | 29                 |
| États-Unis (Billboard 200)           | 45                 |
| États-Unis (Top Black Albums)        | 20                 |
| États-Unis (Top Jazz Albums)         | 3                  |
| Norvège (VG-lista)                   | 9                  |
| Pays-Bas (Mega Album Top 100)        | 17                 |
| Royaume-Uni (UK Albums Chart)        | 9                  |
| Suède (Sverigetopplistan)            | 18                 |
| Suisse (Schweizer Hitparade)         | 24                 |

| Classement (1985)             | Position |
| ----------------------------- | -------- |
| États-Unis (Top Black Albums) | 41       |

### Certifications
| Pays                                  | Certification | Ventes certifiées |
| ------------------------------------- | ------------- | ----------------- |
| États-Unis (RIAA)                     | Or            | 500 000^          |
| Royaume-Uni (BPI)                     | Or            | 100 000^          |
| ^Mise en rayon selon la certification |               |                   |